# 共同テレニュース
『共同テレニュース』（きょうどうテレニュース）は、共同テレビジョンニュース社（現・共同テレビジョン〈共テレ〉）が1958年11月から1967年8月まで制作した一連のテレビニュース番組である。

## 概要
共同通信社は1956年に、朝日・毎日・読売の三大新聞社と同様に劇場用ニュース映画を制作しようと検討し準備を進めていたが、翌1957年にはテレビ時代を見据えた全国ネットのテレビニュース制作を目指すべく方針を転換した。しかし、共同通信社には、テレビニュースを制作ならびに送出する機能がまったくないため、新会社設立の動きが始まった。
新会社「共同テレビジョンニュース社」は、共同通信、フジテレビ、日本教育テレビ（NETテレビ。現・テレビ朝日）、中部日本新聞社が発起人の主体となり、NHK、電通が協力。これに共同通信加盟の地方紙ならびに地方紙母体のテレビ局が共同出資し、1958年7月28日に発足した。そしてまだ未完成の河田町に制作本部を置き、現像所、試写室などが、フジの社会報道部と部屋を連ねるようになった。しかし、その頃河田町のスタジオは来春の開局を目指した突貫工事の最中で、コンクリートは生乾きであるなど、とても現代人が仕事をする場所ではなかった。
共同テレビジョンニュース社が制作するニュース番組は、出資各社で放送される事となっていた。しかし東京地区では、フジテレビとNETテレビの2社で放送されることとなったため、競合2社が同一ニュース番組を放送するのは、ステーションとしての特色が出ないとの理由により、ほどなくNETテレビが脱退した。一方、関西テレビでは、開局を来春まで引き延ばせないかというフジからの要望の強く、また内部でも同様の意見があったようだが、最終的には、大阪地区で予備免許を受けた他局より一刻も早くという要望が強く、1958年11月開局に踏み切った。そこで共同テレビジョンニュース社としては、フジの社会報道部と協力して、前述のような悪条件ではあったが、11月1日の関西テレビの試験放送に、初めてニュースを送信した。このようなニュース送りは、12月に開局した東海テレビ放送にも同時に行われた。このほか、11月1日からは中部日本放送（現・CBCテレビ）で放送されている「中日ニュース」を中日映画社に代わって制作することとなり、河田町のフジテレビ社屋よりフイルムを港区元麻布にあったCBC東京支局に搬送し、同支局からマイクロ網にて送り出された。

### 全国17局において、共同テレニュースが開始
1959年3月1日にはフジテレビが開局。翌年からは全国17局において、共同テレニュースの放送が始まった。しかしながら、事実上フジテレビ系列のニュース番組を主体に制作することとなったため、1960年11月14日に共同通信社、静岡新聞社、西日本新聞社が資本を引き上げ撤退し、他の地方局や中日の資本を残しながらも、共同テレビジョンニュース社は正式にフジテレビ傘下となった。その後、1962年7月2日より夕方17時50分～18時に「ホームニュース」を制作し配信する。なお、フジテレビ・関西テレビは産業経済新聞社との資本関係・報道協定があるため、実質的には産経新聞協賛による「サンケイ・ホームニュース」とされていた。この「ホームニュース」は3社ニュースと併せて、当時1局しかない、いわゆるオープンネットの状態だった都道府県を中心とした地方局にネットされ、事実上「4社ニュース」とされていた。
やがて、テレビネットワーク競争が過熱化して、ニュース番組がテレビネットワークの中核となった。この結果、キー局のネットワークニュースを地方系列加盟局が放送すれば事足りる状態となり、フィルム配信で速報性に欠ける共同テレニュースを必要としなくなった。一方、フジテレビ系列も1966年10月3日にフジニュースネットワーク（FNN）を結成したことで、結局共同テレニュースは「中日ニュース」「ホームニュース」を除いてFNNニュースと統合されることとなった。これに伴い、共同テレビジョンニュース社は、1967年9月に報道部門をフジテレビに移管してニュース制作から撤退し、社名を共同テレビジョンに改めてテレビ番組製作会社に転向。その後、資本・ニュースネットから撤退した局を中心に、フジ系以外の一般番組の制作受注も開始し、現在に至る。

## 出資社
- 共同通信社
- フジテレビジョン
- 日本教育テレビ（現：テレビ朝日）
- 東海テレビ放送
- 関西テレビ放送
- 札幌テレビ放送
- ラジオ青森（現：青森放送）
- ラジオ東北（現：秋田放送）
- 岩手放送（現：IBC岩手放送）
- 東北放送
- ラジオ山梨（現：山梨放送）
- 信越放送
- ラジオ新潟（現：新潟放送）
- 北日本放送
- 北陸放送
- 山陽放送（現：RSK山陽放送）
- ラジオ中国（現：中国放送）
- 四国放送
- 南海放送
- ラジオ高知（現：高知放送）
- テレビ西日本
- ラジオ熊本（現：熊本放送）
- ラジオ南日本（現：南日本放送）
- 中部日本新聞社（現：中日新聞社）
- 静岡新聞社
- 山陽新聞社
- 西日本新聞社
- 電通

## 放送内容
タイトルは放送する各局で差し替えていた。

### フジテレビ発同時ネット
- 月 - 土曜日 11時45分 - 11時55分「デイリーニュース」
フジテレビ「フジテレニュース」、東海テレビ「東海テレニュース」、関西テレビ「KTVニュース」
- 月 - 日曜日 18時45分 - 18時55分「デイリーニュース」
フジテレビ「フジテレニュース」、東海テレビ「東海テレニュース」（月 - 土曜日）、関西テレビ「KTVニュース」、日本海テレビ（月 - 土曜日）、山口放送「KRYテレニュース」（月 - 土曜日）
- 月 - 日曜日 21時45分 - 21時55分「デイリーニュース」
フジテレビ「フジテレニュース」、東海テレビ「東海テレニュース」、関西テレビ「KTVニュース」、九州朝日放送「KBCニュース」。
- 月 - 日曜日 21時55分 - 22時「デイリースポーツニュース」
フジテレビ、東海テレビ、関西テレビ、日本海テレビ
- 月 - 土曜日（5分間）「デイリー海外ニュース」（5分間）
フジテレビ、東海テレビ、関西テレビ
- 週1回「ウィクリーフジテレビニュース」（15分間）
フジテレビ、関西テレビ
- 週1回「ウィクリースポーツニュース」（15分間）
フジテレビ、関西テレビ
- 週1回「ウィクリー海外ニュース」（15分間）
フジテレビ、関西テレビ

### CBCテレビ発同時ネット
- 月 - 土曜日 17時50分 - 18時「デイリー新聞社ニュース」
CBCテレビ「中日ニュース」、ラジオ中国「中国新聞ニュース」（月・木曜日のみ）、四国放送「徳島新聞ニュース」、西日本放送「四国新聞ニュース」、ラジオ高知「高知新聞ニュース」

### フィルム配信
- 月 - 日曜日「デイリーニュース」（1日3回10分間）
沖縄テレビ（フジテレビ発のものを再編集の上、航空便にて同局に輸送。マイクロ網の都合によりフイルム輸送で対応。）
- 月 - 日曜日「デイリースポーツニュース」（1日1回5分間）
沖縄テレビ（同上）
- 月 - 日曜日「デイリー海外ニュース」（1日1回5分間）
静岡放送「静岡新聞ニュース」、ラジオ山梨「山梨日日新聞ニュース」、ラジオ東北「秋田魁新報ニュース」
- 週1回「ウィクリー国内ニュース」（15分間）
北陸放送「北國新聞ニュース」、山口放送「KRYテレニュース」、台湾フィルムスタジオ、モスクワラジオテレビ、中華人民共和国、ハワイKMGB「内地の便り」
- 週1回「ウィクリースポーツニュース」（15分間）
東海テレビ
- 週1回「ウィクリー海外ニュース」
長崎放送「長崎新聞ニュース」、STVテレビ「タイムスニュース」